# Републикански път III-2085
Републикански път IIІ-2085 е третокласен път, част от Републиканската пътна мрежа на България, преминаващ изцяло по територията на Бургаска област. Дължината му е 30,6 km.
Пътят се отклонява наляво при 87,8 km на Републикански път III-208 в западния край на село Ябълчево, минава през южната част на селото и се насочва на изток. При село Руен преодолява нисък вододел и навлиза в широката долина на Хаджийска река, разположена между Еминска планина на север и Айтоска планина на юг. Последователно преминава през селата Преображенци, Просеник и Горица и северно от село Гюльовца се свързва с Републикански път III-906 при неговия 34,2 km.
| Пътища, отклоняващи се надясно (населено място, № на пътя, посока на пътя) | km   | Пътища, отклоняващи се наляво (посока на пътя, № на пътя, населено място) |
| -------------------------------------------------------------------------- | ---- | ------------------------------------------------------------------------- |
| Община Руен, III-208, 87,8 km, с. Ябълчево ←                               | 0,0  | ← с. Ябълчево, 87,8 km, III-208, Община Руен                              |
| с. Руен                                                                    | 3    | → с. Руен, общински път (за селата Снягово и Добра поляна)                |
| с. Преображенци                                                            | 7,1  | с. Преображенци                                                           |
| (за с. Ръжица) общински път ←                                              | 13,3 | → общински път (за с. Разбойна)                                           |
|                                                                            | 16,4 | → общински път (за с. Сини рид)                                           |
| (за с. Страцин) общински път, с. Просеник ←                                | 17,8 | с. Просеник                                                               |
| Община Поморие                                                             | 20,9 | Поморие                                                                   |
| (за с. Гълъбец) общински път, с. Горица ←                                  | 23,9 | с. Горица                                                                 |
| Община Несебър                                                             | 29,2 | Община Несебър                                                            |
| (до 229,7 km на I-9) III-906, 34,2 km ←                                    | 30,6 | ← 34,2 km, III-906 (от 150 km на I-9)                                     |